# Уламкові гірські породи

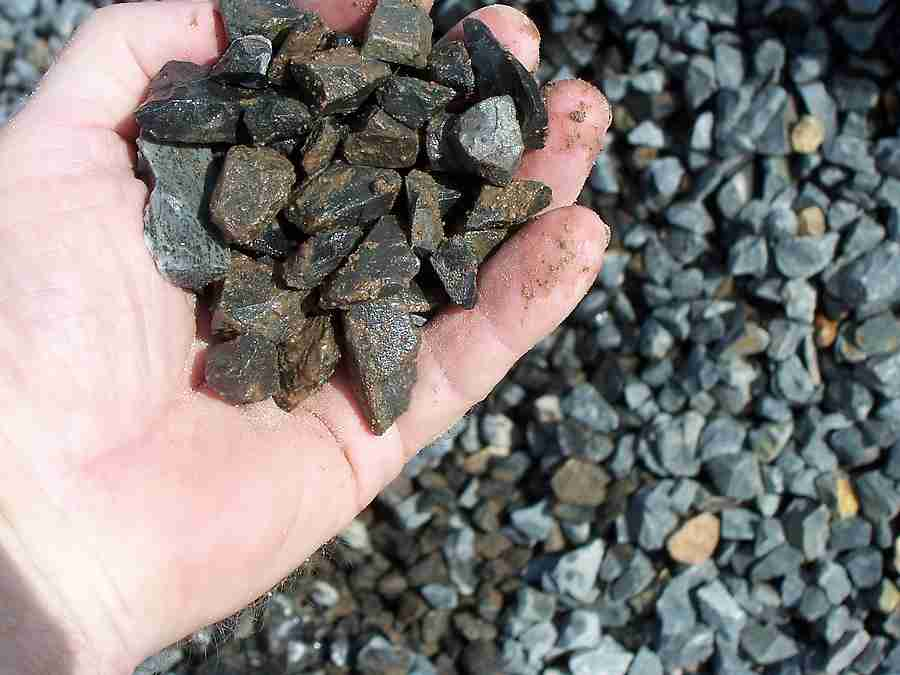
Псефіти

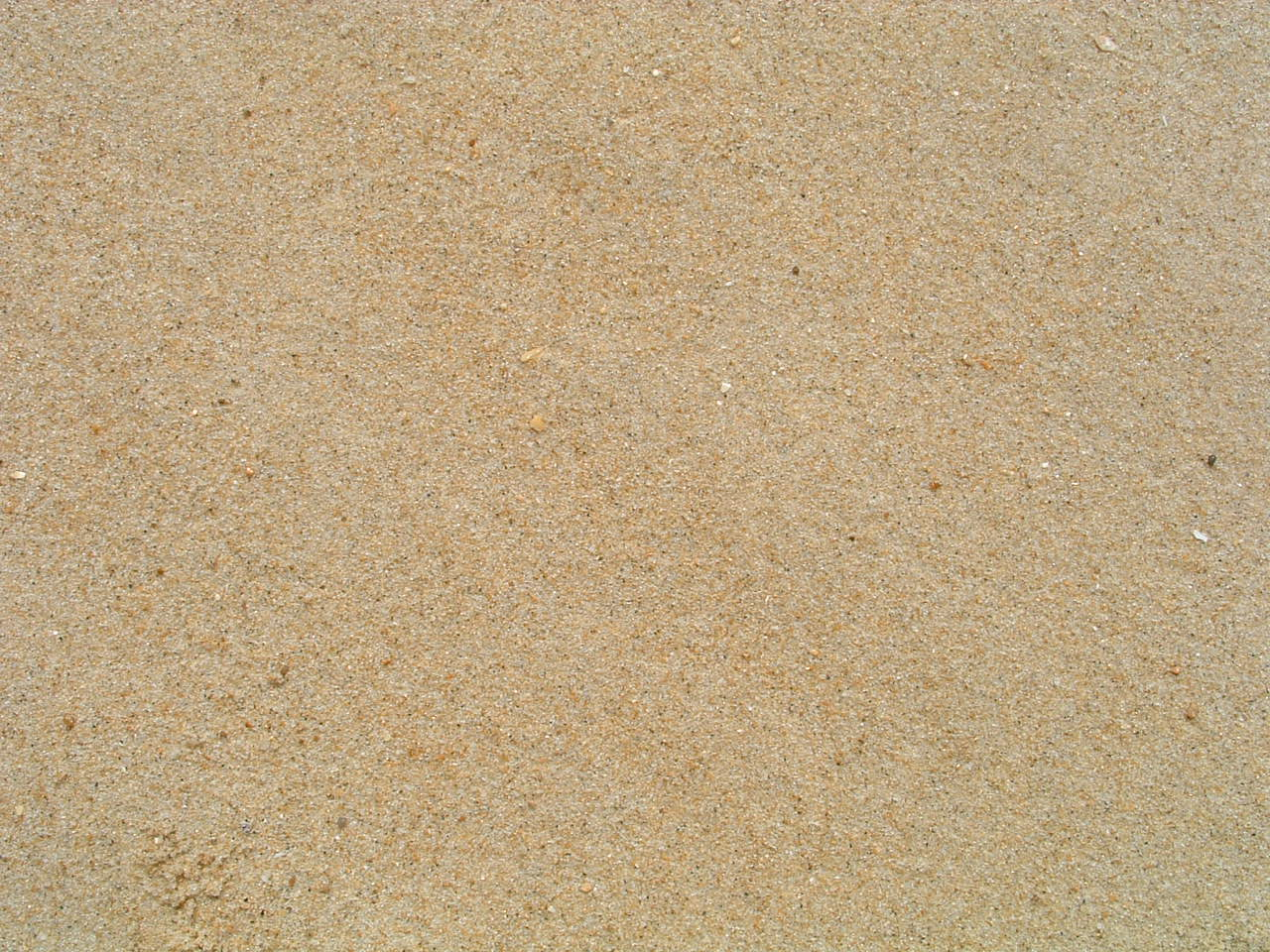
Псаміти. Пісок

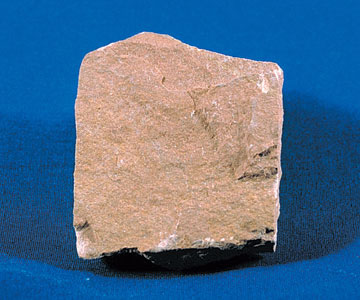
Алеврити

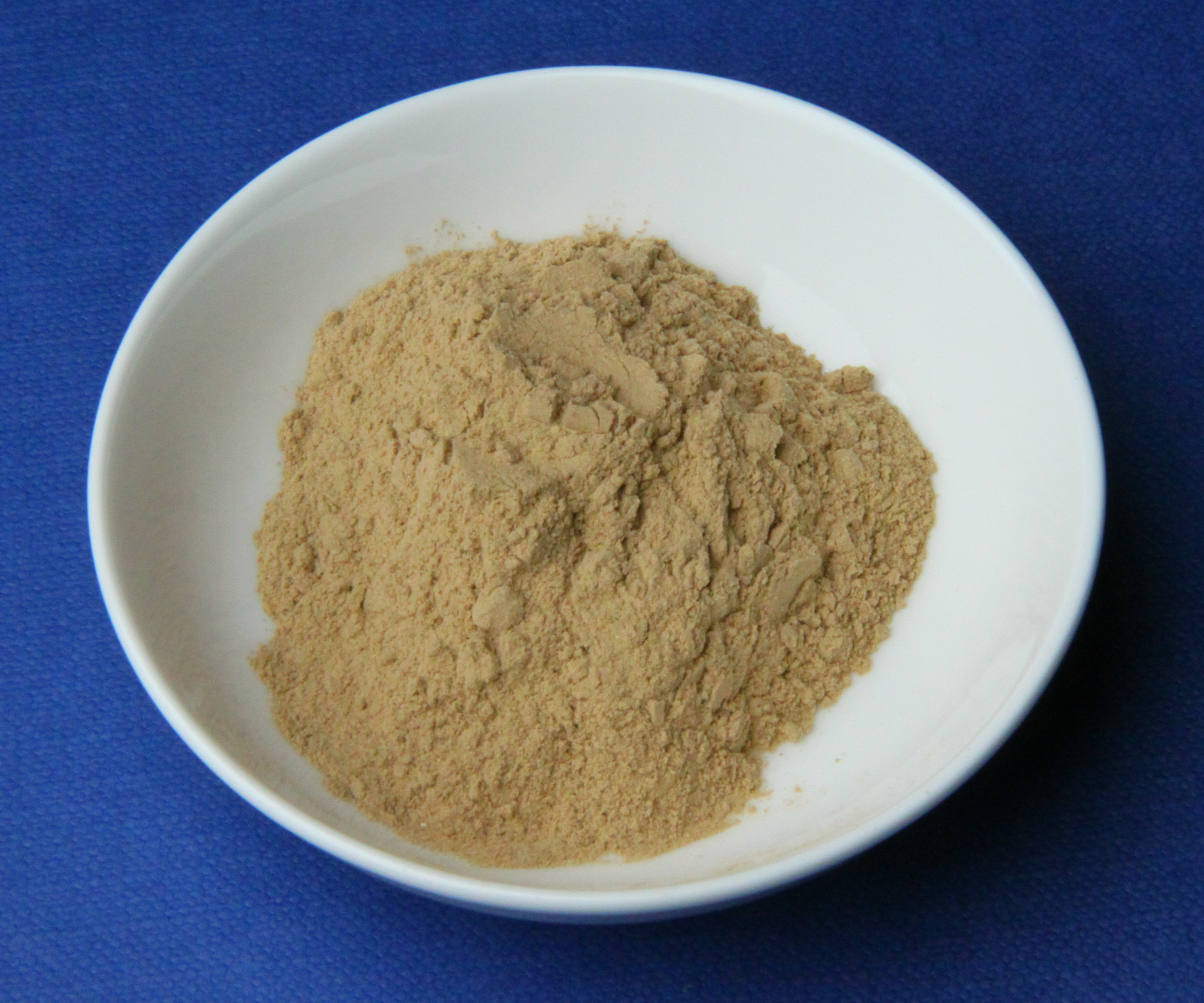
Пеліти. Глина у подрібненому вигляді.

Уламкові гірські породи (кластичні гірські породи, кластогенні породи) — осадові гірські породи, що складаються повністю чи переважно з уламків різних гірських порід і мінералів.
Уламкові гірські породи часто містять органічні залишки: цілі раковини або їх уламки — детрит молюсків, коралів, стовбури і гілки дерев і т.п. 

## Класифікація

### За фізико-механічними властивостями
Уламкові породи поділяють на пухкі й зцементовані. У зцементованих уламкових гірських породах зв'язуючою речовиною («цементом») слугують карбонати (кальцит, доломіт), оксиди кремнію (опал, халцедон, кварц), оксиди заліза (лімоніт, ґетит та ін.), глинисті мінерали й низка інших гірських порід.
За співвідношенням зерен і цементу розрізняють такі типи цементації:
1. базальний (основний) цемент, у якому частини осадку нібито розсіяні у «розчині»;
2. контактовий, або цемент дотику — розвинутий лише у місцях дотику зерен (цементація слабка);
3. цемент шпарин — заповнення цементом міжзернового простору (міцність цементу може бути різною і часто пов’язана з походженням порід).

### За розмірами уламків
За розмірами уламків породи поділяють на:
- грубоуламкові (псефіти), розмір уламків понад 1 мм. За формою уламків псефіти додатково поділяють на обкатані та кутасті.[2]
  - незцементовані: брили — понад 1000 мм, валуни — 100–1000 мм, галька, щебінь — 10–100 мм, жорства, ґравій — 1–10 мм;
  - зцементовані — конґломерати, брекчії, гравеліти та ін.
- піщані (псаміти), розмір частинок від 1 до 0,05 мм (за іншими варіантами  класифікації: 1–0,1 або 2–0,05 мм): 
  - піски;
  - пісковики;
- пилуваті (алеврити), розмір частинок від 0,05 до 0,005 мм: 
  - алеврити
  - алевроліти
- глинисті (пеліти), розмір частинок менше 0,005 мм. Глинисті породи можуть бути як хімічного, так й уламкового походження.
  - глини;
  - аргіліти;
  - інші.

Виділяють також уламкові гірські породи змішаного складу. До них належать суглинки й супісок.

### За мінеральним складом
За мінеральним складом уламкові породи поділяють на:
- мономінеральні (>90 % уламків одного мінералу);
- олігомінеральні (уламки одного мінералу складають від 75 до 90 %);
- поліміктові (<75 % уламків одного мінералу).